# Kertészsziget
Kertészsziget je vas na Madžarskem, ki upravno spada pod podregijo Szeghalmi Županije Békés.